# Фіроз Шах Туґхлак
Фіроз Шах Туґхлак (урду فروز شاہ تغلق, гінді फ़िरोज़ शाह तुग़लक़, 1309—1388, Делі) — султан Делійського султанату. Його батько — Раззаб, молодший брат Ґіятх ал-Дін Туґхлака (Ґхазі Маліка), мати — раджпутська принцеса Діпалпура. Він успадкував державу від свого двоюродного брата Мухаммада бін Туґлака, але втратив значну частину держави через численні повстання та внутрішні суперечки.
Заснував Фірозабад та Джаунпур, побудований канал на річці Джамна.